# L'Étudiant étranger
 (décembre 2023).
Si vous disposez d'ouvrages ou d'articles de référence ou si vous connaissez des sites web de qualité traitant du thème abordé ici, merci de compléter l'article en donnant les références utiles à sa vérifiabilité et en les liant à la section « Notes et références ».
L'Étudiant étranger est une autobiographie de Philippe Labro paru le 23 septembre 1986 aux éditions Gallimard et ayant reçu le Prix Interallié la même année.

## Résumé
En 1954, un étudiant français de terminale reçoit une bourse d'études afin de passer une année dans une université de Virginie (celle-ci n'est pas nommée dans le livre, mais la biographie de l'auteur ainsi que de nombreux détails suggèrent qu'il s'agit de la prestigieuse université Washington et Lee sise à Lexington, dans l'ouest de l'État de Virginie.)
À son arrivée, après la traversée de l'Atlantique en paquebot jusqu'à New York et le train jusqu'en Virginie, l'auteur entame son intégration dans un univers encore mal connu en Europe : codes sociaux et vestimentaires d'une université non mixte du Sud, joutes galantes avec les jeunes filles des universités féminines voisines, ségrégation raciale rigide... C'est le temps d'une Amérique sage, celle d'avant la libération des mœurs et le fracas des années soixante. Il fait par hasard la connaissance d'April, une jeune institutrice noire, avec qui il entame une relation passionnée et clandestine. À Noël, il est invité pour les fêtes par un camarade de classe originaire de Dallas et découvre les grands espaces et la musique country dont il tombe amoureux. Au printemps, après avoir rompu avec April, il rencontre (ou plutôt revoit) Elizabeth, une jeune fille d'une université voisine qui l'avait ébloui malgré ses abords d'une arrogance détestable. En pleine crise d'identité, elle est devenue anorexique et se force impitoyablement à enterrer son caractère de peste matérialiste. Il s'ensuit un intérêt mutuel qui trouve son dénouement lors du bal de fin d'année auquel l'auteur l'a invitée. La soirée ne se déroule pas comme il l'avait prévu et culmine en une tirade maladroite en présence d'un riche ancien élève. Convoqué le lendemain matin par le doyen, le narrateur apprend à sa grande surprise que l'ancien, touché par sa sincérité, s'engage à lui financer une année de scolarité supplémentaire s'il maintient de bonnes notes, ce qui lui permet de prolonger son séjour au lieu de rentrer en France. Le livre s'achève sur le départ du narrateur pour le Colorado où il va passer l'été comme ouvrier forestier temporaire, une véritable aventure qui fera l'objet d'un autre roman, Un été dans l'Ouest.

## Distinctions
- Prix Interallié 1996[2]

## Éditions
Éditions imprimées
- L'Étudiant étranger, Éditions Gallimard, Paris, 1986, 295 p.,  (ISBN 2-07-070761-X), (BNF 34879568).
- L'Étudiant étranger, éditions Gallimard, coll. « Folio » no 1961, Paris, 1988, 311 p.,  (ISBN 2-07-038043-2), (BNF 34950336).

Livre audio
- Philippe Labro (auteur et narrateur), L'Étudiant étranger, Paris, KFP Productions, coll. « Écoutez-moi », 1987 (BNF 38136510)Support : 6 cassettes audio ; durée : non connue ; référence éditeur : KFP 875.
- Philippe Labro (auteur et narrateur), L'Étudiant étranger, Vincennes, Frémeaux & Associés, 1er juin 2006 (ISBN 978-2-84468-033-4, BNF 38962442, présentation en ligne)Support : 7 disques compacts audio ; durée : 7 h 38 min environ ; référence éditeur : Frémeaux & Associés FA 8033.